# Antônio Trajano dos Santos

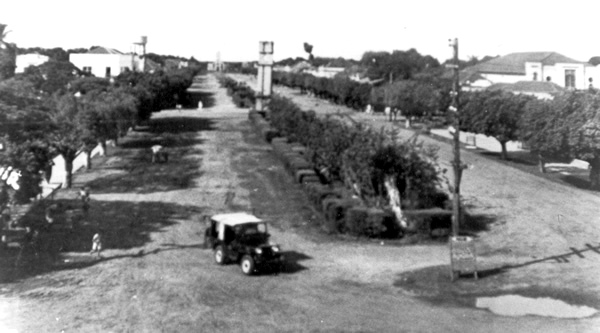
Avenida Antônio Trajano dos Santos em Três Lagoas, aprox. na década de 1930

Coronel Antônio Trajano Pereira dos Santos (Passos, 1854 — Pouso Alto, Água Clara, 24 de junho de 1935) foi um fundador de Três Lagoas, filho de Antônio Pereira dos Santos e Francisca Rosa de Azevedo.
Aos dezesseis anos, chega ao "Sertão dos Garcias", no município de Paranaíba. No início da década de 1890, segue o exemplo de outros pioneiros, como Luís Correia Neves Neto e Protásio Garcia Leal, e se estabelece onde hoje está situado o município de Três Lagoas. Instala-se no Campo Triste, no "Retiro das Telhas", com a esposa, Maria Lucinda Garcia de Freitas (neta de Januário Garcia Leal Sobrinho). Anos depois, transfere-se para o Córrego do Palmito, onde vive até 1893.
Nesse ano, adquire a "Fazenda das Alagoas", de propriedade de Cândido Roldão e João Elias. Ergue ali sua primeira residência, chamada de "Laranjal", às margens da maior das três lagoas do local.
A expansão da bem-sucedida criação de gado – o primeiro ciclo econômico local -, o início do comércio e a vinda de colonizadores garantiram o surgimento de um povoado ao redor de sua propriedade. Já então, cedia pequenas faixas de terra aos imigrantes recém-chegados. Entre 1902 e 1905, 700 pessoas se estabeleceram ao redor da Lagoa Maior.
Devoto de Santo Antônio, a crença de Antônio Trajano dos Santos fez que doasse parte de suas terras para a criação do Patrimônio de Santo Antônio das Alagoas, primeiro nome de Três Lagoas. Em 1914, onde antes havia erguido uma capela em dedicação a Santo Antônio, foi criada a Igreja de Santo Antônio.
Com o início das obras da Estrada de Ferro Noroeste do Brasil, o governo do estado desapropria 3.600 hectares de terra da Fazenda das Alagoas, devido ao aumento do número de moradores. É então que o patrimônio recebe o nome de "Três Lagoas", contando, a esta altura, aproximadamente, 1.200 moradores. Em junho de 1914, o povoado é elevado a distrito

## Fim da vida
Com a desapropriação de suas terras, o coronel Antônio Trajano Pereira dos Santos então abandona a região e se estabelece nas proximidades de Pouso Alto, no atual município de Água Clara, na região do alto Sucuriú, na Fazenda Córrego, após efetuar a compra de Saturnino Marques Garcia no valor de Rs 10:000$000 contos de réis. Com isto, começou o processo de requerimento e demarcação da posse "Córrego Fundo", na localidade de Pouso Alto, distante 160 km da cidade de Três Lagoas. Lá continuou a criação de gado bovino, conjuntamente com os seus filhos: Alípio, Adolfo, Brasiel e Sebastião.
Em 1926, a sua esposa Maria Lucinda Garcia de Freitas (ou Ferreira) falece, inventariando os seus bens nos próximos anos. Em 1928 expede o título definitivo em 21 de março de 1928, cujo valor de contrato foi de Rs 18:399$600 contos de réis, de uma área de 20.733 hectares. No entanto, apesar do valor de compra, a área no processo de inventário estava avaliada em Rs 103:665$000, no total o auto da partilha definiu que a fortuna do casal era de Rs 132:565$000, um patrimônio alto para a época.

## Descendência

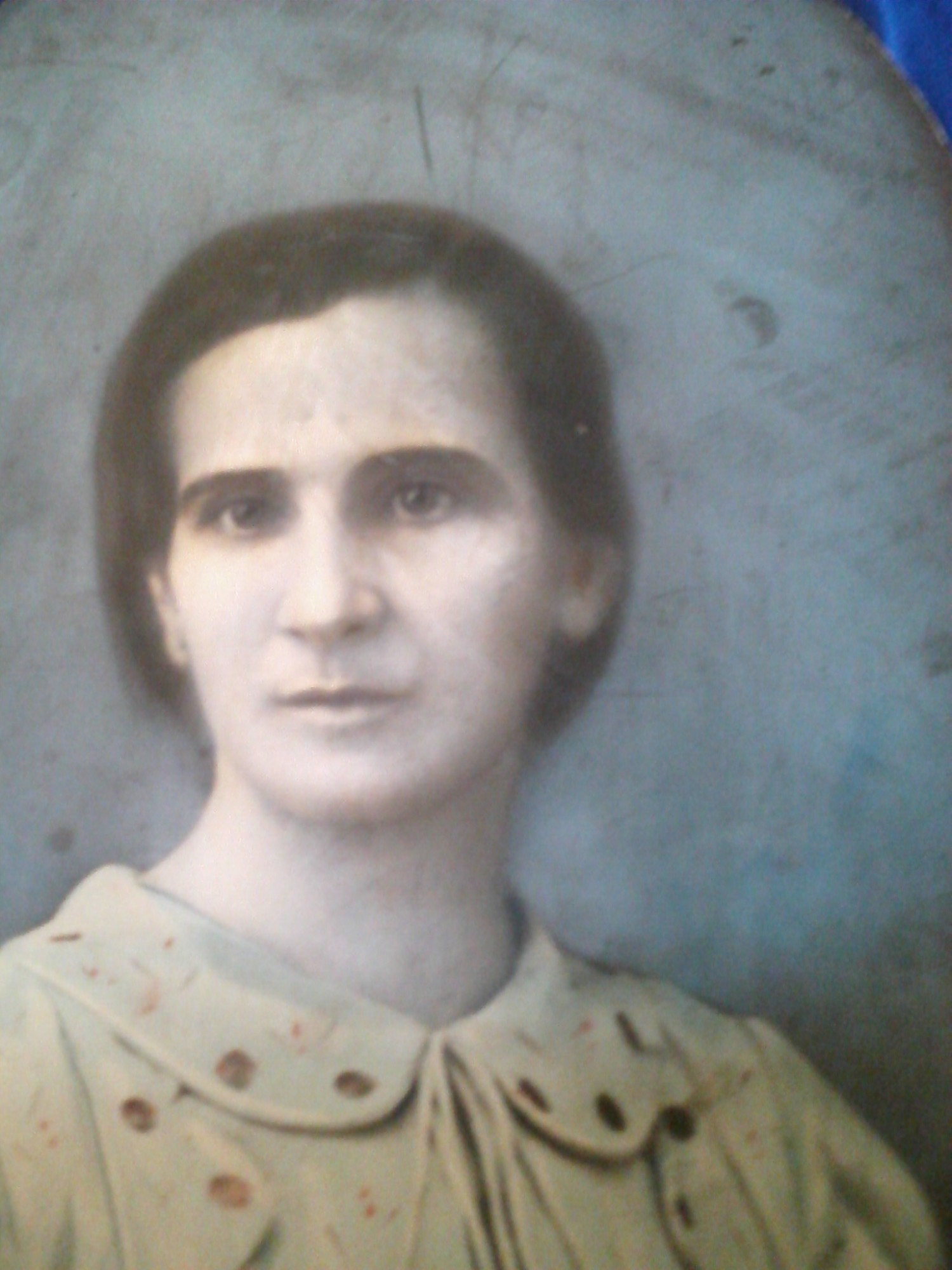
Antônia Ferreira de Mello, esposa de Juscelino Ferreira Guimarães, neta de Antônio Trajano e Maria Lucinda.

O fazendeiro Antônio Trajano dos Santos, era casado com Maria Lucinda de Freitas, natural de Paranaíba, filha de Necésio Ferreira de Mello e Laura Garcia de Freitas. Trajano, portanto, uniu-se a famílias de destaque, sua sogra era filha do Alferes Januário Garcia Leal e sobrinha do Capitão José Garcia Leal, fundadores da cidade mais antiga do bolsão. Além disso, seu sogro era filho do sesmeiro João Ferreira de Mello e de dona Maria Luciana do Espírito Santo, cuja descendência uniu-se aos Garcia Leal.
Filhos do casal:
- Alípio Pereira dos Santos, casou-se com Maria Francisca Silveira em primeiras núpcias, depois unindo-se a Francisca Teodora da Fonseca, viúva de seu primo Francisco Januário Garcia.
- Olímpia Pereira dos Santos, casou-se com o seu primo Mizael Ferreira de Mello, filho do pioneiro da região de Três Lagoas, Antônio Paulino da Costa e Maria Rita Ferreira de Mello. Na sua descendência, encontramos em destaque o abastado fazendeiro Jorge Costa e Antônia Ferreira de Mello, esposa de Juscelino Ferreira Guimarães, fundador do Pouso Alto, Paraíso das Águas.
- Brasiel Pereira dos Santos, casou-se com Inocência Gomes Pinheiro, deixando descendência.
- Maria Pereira dos Santos, casou-se com o seu primo João Alves Ferreira.
- Adolfo Pereira dos Santos, casou-se com a sua prima Petronília Pereira dos Santos, afazendados na sede onde morava Antônio Trajano.
- Laudelina Pereira dos Santos, casou-se com os seu primo Francisco Severino Garcia, tendo-lhe um filho. Viúva, contraiu matrimônio com o seu primo Tertuliano Ferreira de Mello, abandonando-o e juntando-se com Antônio Bruno Germano. É mãe do professor Sebastião Trajano dos Santos e, consequentemente, avó do Dr. Marco Lúcio Trajano dos Santos[4].
- Hermínia Isabel dos Santos, casou-se com Pedro Martins Ferreira.
- Georgina Pereira dos Santos, casou-se com o gaúcho Gregório Martinelli.
- Abadia Pereira dos Santos, casou-se com o seu primo Adolpho Garcia Leal.
- Maria Rosa dos Santos, casou-se com Pedro Celestino Torres.
- Sebastião Garcia dos Santos, casou-se com a sua prima Olyria Leal de Azambuja. Dessa união, saíram pessoas prestigiadas, como o Dr. Rudá Azambuja dos Santos[5], pioneiro da odontologia em Mato Grosso do Sul; Dr. Otão Azambuja dos Santos, cirurgião-plástico; e o Dr. Maldonat Azambuja Santos, também médico[6].